# 西部環球航空
西部環球航空（Western Global Airlines, LLC）是一家總部位於美國佛羅里達州艾斯特羅的貨運航空公司。

## 歷史
西方環球航空由吉姆·内夫（Jim Neff）于2013年3月6日成立。該公司在2014年2月24日通过了美国美国交通部的认证，并于2014年8月1日获得了FAA的批准並開始使用MD-11貨機執飛航班，並在隔年使用波音747-400貨機來執飛航線。
2019年6月飞协博向該公司提起诉讼，声称该航空公司未能达到合約规定的貨物運輸可靠率，並在同月轉換合作商亞特拉斯航空。

## 機隊
截至2020年5月，西部环球航空公司运营着4架波音747-400货机17架麦道MD-11F飛機：
| 飛機         | 服役 | 訂購 | 備註 |
| ------------ | ---- | ---- | ---- |
| 波音747-400F | 4    | —    |      |
| 波音777F     | —    | 2    |      |
| MD-11F       | 17   | —    |      |
| 總計         | 21   | 2    |      |

## 事故
- 2016年2月13日，一架麥道MD-11貨機(註冊編號N545JN)在執行西部環球航空4425號班機，由慕尼黑机场飛往沙卡国王国际机场，飛機津巴布韦哈拉雷加油时，有地勤人员报告發現飞机上有血迹，隨後警方搜索後在下部隔间中发现了一具尸体，並因此逮捕了機組人員。[6][7][8] 隨後調查中發現死者是缺氧而死，而釋放了幾組人員。[7][9][10]